# Amanayé
Los Amanayé (también Amanayé / Amanaié o Ararandeuara / Araradeua)  son un pueblo autodenominado tupí-guaraní de la nación nativa sudamericana de cuenca del Amazonas de Brasil. Son residentes del noreste de Brasil, viven entre las ciudades de Belém y Brasilia en el estado de Pará, cerca del municipio de São Domingos do Capim. El nombre Amanayé significa 'asociación de personas', y aparece en fuentes también como Manajo y Amanajo. Parte de los Amanayé pudo haber tomado el nombre de Ararandeuara, en referencia al igarapé (pequeño canal amazónico) cerca del cual viven. Los agricultores sedentarios, cazadores y recolectores hablan tupí y viven en el río Alto Capim (entre los ríos Ararandeua y Surubiju), en el Estado de Pará. Se encuentran bajo control de la Fundação Nacional do Índio. 

## Historia
Los Amanayé también han sido conocidos como Manaye, Manazewa, Manajo, Manaxo, Ararandeuras y Turiwa. Provenían originalmente de la zona del Río Pindaré en Maranhão, con posibles relaciones con los indios Tembé.
Fue a nivel del río Pindaré donde se resistieron a la integración en las aldeas. Los Amanyé fueron contactados por primera vez en 1755 por intermedio de misioneros blancos; sin embargo, hicieron un trato con el padre David Fay, un misionero jesuita entre los guajajara de la aldea de São Francisco do Carará. Fay logró persuadir a los Amanayé para que se establecieran junto con los Guajajara, sus enemigos tradicionales. Poco después, parte del grupo se trasladó al río Alpercatas, en el límite de Maranhão y Piauí, instalándose cerca de la aldea de Santo Antônio.
A principios del siglo XIX, su población alcanzó un máximo estimado de aproximadamente 300 a 400 individuos que residían en aldeas a lo largo del río Caju. En 1815 sólo quedaban 20 habitantes, mezclados con otras razas, y la mayoría desapareció entre la población mestiza en el siglo XX, aunque su cultura contemporánea ofrece poca desaprobación por los matrimonios mixtos con mestizos u otros indios.  Como resultado, su población está en rápido descenso.
En 1872 el misionero Cândido de Heremence comenzó la predicación cristiana entre unos 200 habitantes Amanayé. Se cree que en 1873 los Amanayé le quitaron la vida al misionero en la aldea, así como a un ingeniero belga que se encontraba en la zona y que habría asaltado al hijo del jefe de la tribu. Las represalias en contra de los Amanayé llevaron a parte del grupo a esconderse cerca del igarapé Ararandeua, donde evitaron el contacto con la población regional y comenzaron a identificarse como Ararandeuara o como Turiwara para disfrazar su identidad.
En 1880, los Amanayé fueron acusados de matar a un grupo de pueblos Tembé y Turiwara, lo que llevó al presidente de la Provincia de Pará a entregar armas y municiones para que estos indios indefensos pudieran defenderse de los ataques de los Amanayé. Por ellos, se piensa que los Amanayé se separaron completamente de los Tembé y los Turiwara, desplazándose hacia el curso alto del río Capim, y posiblemente en la cabecera del río Moju.
En 1999 permaneció un grupo de hasta 66 personas, aunque su número aumentó hasta 195 en el año 2001, antes de disminuir una vez más a 134 a partir de 2010, solo para aumentar nuevamente en 2014 a 178.

## Estilo de vida
Junto con otras tribus tupí, los amanayé practican la agricultura por medio de la tala y quema y cultivan mandioca, algodón y tabaco . 
Las casas de los Amanayé consisten en residencias aisladas, rodeadas de sus respectivas roças o campos de siembra, diseminadas por la región donde habitan. Las casas son de "pau-a-pique" (acacia y barro), con o sin yeso. La estructura espacial de las habitaciones varía de una familia a otra, pero la vida doméstica siempre se centra en la cocina, alrededor de una estufa de leña. Es allí donde se reúne la familia, mientras los visitantes se entretienen en la sala de estar. Al lado de la casa suele estar la farinha o molino harinero, que también puede ser un lugar de reunión para los visitantes y los que están trabajando el molino. Con frecuencia reubican sus aldeas a medida que su suelo se agota y posiblemente también para evitar a sus enemigos.  
El pueblo Amanayé está formado por familias nucleares donde las mujeres dirigen y cuidan el hogar mientras los hombres se ocupan de los asuntos externos. La mayoría de las mujeres Amanayé se casan entre los 15 y 18 años. Generalmente es a esta edad cuando tienen su primer embarazo. La lactancia dura aproximadamente un año, aunque después del segundo mes el recién nacido comienza a ser alimentado con carimã (fina harina de mandioca) y croeira.   

## Idioma
La lengua amanayé se considera una lengua muerta de la familia de las lenguas tupí-guaraní, clasificada por Aryon Rodrigues en el año 1984, junto con las lenguas anambé y turiwara. Se desconoce si los Amanayé continúan usando su lengua materna, sin embargo, los miembros más antiguos y algunos de los más jóvenes de la tribu presentan erosión lingüística al usar algunas palabras de su lengua nativa en el habla cotidiana y las integran con el portugués. En general hablan portugués con fluidez.  

### Clasificación del idioma
tupián
- tupí-guaraní

- Subgrupo VIII

- Amanaye